# 1346
1346 (MCCCXLVI) a fost un an obișnuit al calendarului iulian, care a început într-o zi de marți.

## Evenimente
- 26 august: Bătălia de la Crécy. Victorie engleză în prima fază a Războiului de 100 de ani. Eduard III al Angliei învinge pe Filip VI al Franței.

### Nedatate
- 1346-1353: „Moartea neagră” a ajuns din Asia până în Europa, lăsând dezastru în urma sa. Unele estimări sugerează că a eliminat peste jumătate din populația Europei. Boala a fost cauzată de o tulpină a bacteriei Yersinia pestis, răspândită apoi de purici pe rozătoarele infectate. Ciuma a schimbat cursul istoriei Europei.

## Decese
- 26 august: Ioan al Boemiei rege al Boemiei, margraf al Moraviei, conte de Luxemburg, rege titular al Poloniei (n. 1296)
- 26 august: Ludovic I de Flandra  (n. 1304)
- 10 august: Filip al II-lea de Auvergne  (n. 1323)